# Dorothee Piermont

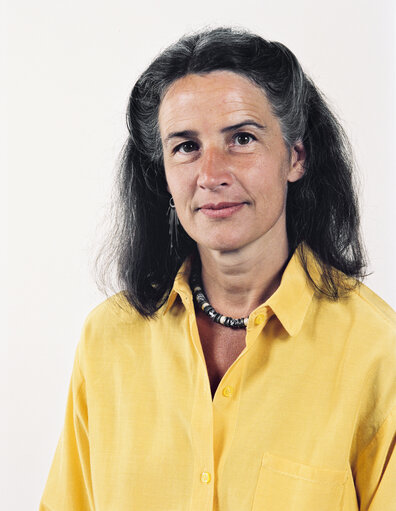
Dorothee Piermont

Dorothee Piermont (geb. 27. Februar 1943 in Straßburg) ist eine deutsche Politikerin (ehemals Die Grünen). Sie war von 1984 bis 1987 und von 1989 bis 1994 Mitglied des Europäischen Parlaments.

## Leben
Piermont studierte Italienisch, Französisch und Musikwissenschaft und promovierte 1966. Später gründete sie ein Antiquariat. Sie hat einen Sohn.

## Politik
Piermont schloss sich 1983 den Grünen an. 1984 zog sie für die Grünen ins Europaparlament ein, 1987 gab sie als eine von zwei der sieben Abgeordneten das Mandat aufgrund des Rotationsprinzips der Grünen auf. 1989 wurde sie erneut ins Europaparlament gewählt. 1989 unterzeichnete sie mit anderen Mitgliedern des Fundi-Flügels eine Solidaritätserklärung mit den gefangenen Mitgliedern der Rote Armee Fraktion.
Sie verließ im Dezember 1989 die Fraktion Die Grünen im Europäischen Parlament und schloss sich der regionalistischen Regenbogenfraktion an. Etwa zur gleichen Zeit verließ sie die Partei, da sich diese von "oppositionellen, linken Positionen" verabschiedet habe.
1998 kandidierte sie bei der Bundestagswahl für die Partei des Demokratischen Sozialismus (PDS) als Direktkandidatin im Wahlkreis 188 (Nördlicher Ortenaukreis) und auf Platz 2 der baden-württembergischen Landesliste.